# Фалкон 9
Фалкон 9 је фамилија ракета-носача коју производи америчка приватна астронаутичка компанија Спејс екс. Компанија је пројектовала ракете са циљем да се пробије на тржиште лансирања комерцијалних сателита и људи у орбиту.